# Id (Veil of Maya)
Id (stilizzato [id]) è il terzo album in studio del gruppo musicale statunitense Veil of Maya, pubblicato nel 2010.

## Tracce
Testi di Brandon Butler, musiche di Marc Okubo.
1. [id] (instrumental) – 0:43
2. Unbreakable – 3:45
3. Dark Passenger – 3:33
4. The Higler – 3:00
5. Martyrs (instrumental) – 1:14
6. Resistance – 3:01
7. Circle (instrumental) – 1:03
8. Mowgli – 3:03
9. Namaste – 3:30
10. Conquer – 2:56
11. Codex – 3:25

## Formazione
- Brandon Butler – voce
- Marc Okubo – chitarra
- Sammy Applebaum – batteria
- Matthew C. Pantelis – basso